# Stella Club d'Adjamé
Maillots
Actualités
Le Stella Club d'Adjamé est un club sportif ivoirien, notamment de football, basé à Abidjan. Ses membres et supporters sont surnommés Magnan. Il évolue en Ligue 1 ivoirienne.

## Historique
Fondateur du club Douty Diomandé d’adjamé
- 1953 : fondation du club par fusion du Red Star, de l' Étoile d'Adjamé et de l' US Bellas

## Palmarès
| Compétitions nationales | Compétitions internationales |
| - Championnat de Côte d'Ivoire (3) : - Champion : 1979, 1981 et 1984. - Coupe de Côte d'Ivoire (3) : - Vainqueur : 1974, 1975 et 2012. - Finaliste : 1967, 1970, 1973, 1980, 1981 et 2013. - Coupe de la Ligue (1) : - Vainqueur : 2015. - Coupe Félix-Houphouët-Boigny (2) - Vainqueur : 1977 et 1984. - Finaliste (peut-être incomplet) : 1981, 2003, 2004 et 2012 | - Coupe de la CAF (1) : - Vainqueur : 1993. - Coupe d'Afrique des vainqueurs de coupes : - Finaliste : 1975. - Coupe de l'UFOA (1) : - Vainqueur : 1981. - Finaliste : 1987. |

## Anciens joueurs
- Gnao Armand
- Kouame Desré Kouakou
- N'guessan Serges
- Maguy Serges
- Jean-Marc Benie
- Kanga Gauthier Akalé
- Diaby Sékana
- Gadji-Celi
- Moumouni Dagano
- Kandia Traoré
- Jean-Jacques Gosso
- Lezou Doba
- N'zi Laurent Thoscani
- Evariste Kouadio
- Ibrahima Fanny
- Jean Louis Bozon
- Penan Bruno
- Abou Diomandé
- Adama Traoré
- Kouamé Binger
- Koffi Konan Bébé
- N'Zi Appolinaire
- Kassi Jean Baptiste
- Seydou Ouattara
- Djiké Honoré
- Tony Kouassi
- Koffi N'Guessan Akpi
- Aoulou Blaise
- Bohé Norbert
- Beugré Inago
- Moshé Inago
- Lorougnon Clément
- Maxime Onébo
- Youzan
- Beugré Boli
- Akoupo N'Cho Jonas
- Abdoulaye Traoré Ben Badi
- Konaté Losseni
- Dié Foneyé
- Gbizié Léon
- Biady Nestor
- Goro Sara Jules
- Affly Dassé
- LIADY GAFAROU
- N’Dri Hypolythe
- Franck Kessié
- Serge Gogoua

## Ancien logo